# Joaquín Miquel
Joaquín Miquel Casas (Barcelona, 1903- 1929) fue un atleta español especializado en las pruebas de medio fondo. Durante la década de 1920, fue campeón de España en nueve ocasiones en distintas categorías y plusmarquista nacional de 400, 1500 y 5000 metros lisos. Participó en los Juegos Olímpicos de París (1924) y Ámsterdam (1928).

## Trayectoria
Militó en la sección de atletismo del Real Club Deportivo Espanyol. En 1922 ganó el campeonato de cross de Cataluña y fue tercero en el campeonato de España.
Fue campeón de España de 400 metros (1928), 800 metros (1925, 1926, 1927, 1928) y 1500 metros (1924, 1926, 1927, 1928). Fue plusmarquista nacional de 400 metros (50,1), 1500 metros (4:17,4 y 4:13,2) y 5000 metros (15:41,6).

Participó en dos juegos olímpicos, en las Olimpiadas de París de 1924 corrió 5000 metros lisos que terminó en undécima posición de la ronda eliminatoria y 3000 metros por equipos junto a Jesús Diéguez, José Andía, Fabián Velasco y Miguel Palau. También figuró inscrito en la prueba de 1500 metros que no llegó a disputar.
En 1928, en los IX juegos, disputados en Ámsterdam, participó en las pruebas de 400 y 800 metros, en las que fue eliminado en primera ronda. También estaba inscrito en los 1500 aunque no llegó a participar.